# 63 (tal)
63 (treogtres, på checks også sekstitre) er det naturlige tal som kommer efter 62 og efterfølges af 64.

## Inden for videnskab
- 63 Ausonia, asteroide
- M63, spiralgalakse i Jagthundene, Messiers katalog

## Eksterne links
- Wikimedia Commons har flere filer relateret til 63 (tal)